# Lijst van betaaldvoetbalclubs in Israël
Dit is een overzicht van alle voetbalclubs die in het heden of het verleden hebben deelgenomen aan het betaalde voetbal in Israël.
Zie ook:
- Ligat Ha'Al
- Israëlisch voetbalelftal

## A
- Ashdod SC

## B
- Beitar Jerusalem
- Beitar Shimshon Tel-Aviv Ramla
- Bnei Jehoeda Tel Aviv

## H
- Hacoach Ramat Gan
- Hapoel Akko
- Hapoel Ashkelon
- Hapoel Beer-Sheva
- Hapoel Bnei Lod
- Hapoel Bnei Sakhnin
- Hapoel Haifa
- Hapoel Herzliya
- Hapoel Jeruzalem FC
- Hapoel Kefar Saba
- Hapoel Ironi Kiryat Shmona
- Hapoel Marmurek
- Hapoel Nazrat-Ilit
- Hapoel Petach Tikwa
- Hapoel Ra'annana
- Hapoel Ramat Gan
- Hapoel Tel Aviv FC
- HaShikma Ramat Hen

## I
- Ironi Kiriat Ata
- Hapoel Ironi Nir Ramat HaSharon
- Hapoel Rishon LeZion

## M
- Maccabi Akei Nazareth
- Maccabi Beer-Sheva
- Maccabi Haifa
- Maccabi Herzliya
- Maccabi Kfar Kana
- Maccabi Netanja
- Maccabi Petach Tikwa
- Maccabi Tel-Aviv
- Maccabi Zur Shalom

## T
- Tira Hakarmel

## Z
- Zafirim Holon